# Aleksandar Stoimirović
Aleksandar Stoimirović (in serbo Александар Cтoимиpoвић?; Kragujevac, 11 dicembre 1982) è un allenatore di calcio ed ex calciatore serbo, di ruolo centrocampista.

## Carriera
Ha giocato nella massima serie dei campionati serbo, bulgaro, rumeno ed ungherese.